# ウィンザー公爵
ウィンザー公爵（ウィンザーこうしゃく、英語: Duke of Windsor）は、かつて存在したイギリスの公爵、連合王国貴族爵位。国王エドワード8世が1936年12月11日に退位した後、1937年3月8日に叙された。爵位名はイギリス王室が所有するウィンザー城に由来する。

## 歴史

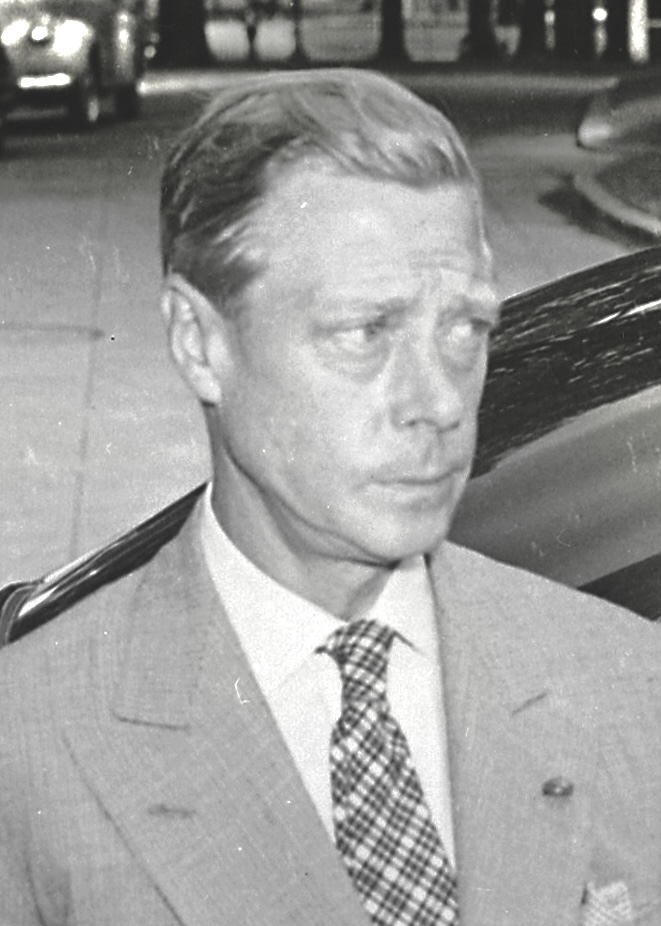
ウィンザー公爵エドワード王子、1945年撮影。

イギリス国王エドワード8世(1894-1972)は離婚歴のあるアメリカ人女性ウォリス・シンプソン(1896-1986)との結婚を求めて退位することを決め、1936年12月10日、退位詔書に署名した。この時期、退位後の国王の身分や称号が問題となっており、前々日の8日、政府は閣議でこの件を議論し、細部を首相と王弟ヨーク公（のちジョージ6世）が近日中に詰める運びとなる。
その後、爵位名「Windsor」を誰が最初に提案したかは不明だが、11日、ヨーク公、元国王秘書官初代ウィグラム男爵クライヴ・ウィグラム、クロード・シュースター大法官府次官らが称号問題を話し合ったことが判明している。
エドワード8世は同11日に退位した。その日の夕刻、ヨーク公から「（退位後の称号は）ウィンザー公はどうか」と訊かれた前・国王は「響きがよい」と了承したという。
12日、新王ジョージ6世(1895-1952)は枢密院でエドワード8世をウィンザー公爵に叙することと殿下（Royal Highness）の敬称の使用を許可することを発表した。その後、叙爵の特許状は1937年3月8日に発行された。その年の5月、爵位継承について「公爵の妻とその子孫はその称号を保持しない」と官報掲示された。
ウィンザー公は1937年6月3日にウォリス・シンプソンと結婚したが、2人の間に子供はおらず、1972年にウィンザー公が死去する と爵位は廃絶した。
エリザベス2世(1926-)の孫にあたるヘンリー王子(1984-)とメーガン・マークル(1981-)の結婚直前、ヘンリー王子に与えられる爵位について新聞で考察が行われたが、エドワード8世の退位、2度離婚したアメリカ人女性ウォリス・シンプソンとの結婚、エドワード8世が第二次世界大戦前に親ナチスな態度をとった、といった負の記憶を想起させる理由で各紙ともにウィンザー公爵への叙爵はないと予想した。2018年5月19日、ヘンリー王子のサセックス公爵への叙爵が発表された。

## ウィンザー公爵（1937年）
- ウィンザー公爵エドワード王子（1894年 – 1972年）